# Division de cavalerie bavaroise
La division de cavalerie bavaroise (en allemand : Königlich Bayerische Kavallerie-Division, division de cavalerie royale bavaroise) est une unité de cavalerie de l'armée bavaroise, partie de l'armée impériale allemande. Elle a combattu pendant la Première Guerre mondiale.

## Première Guerre mondiale

### Composition

#### Août 1914

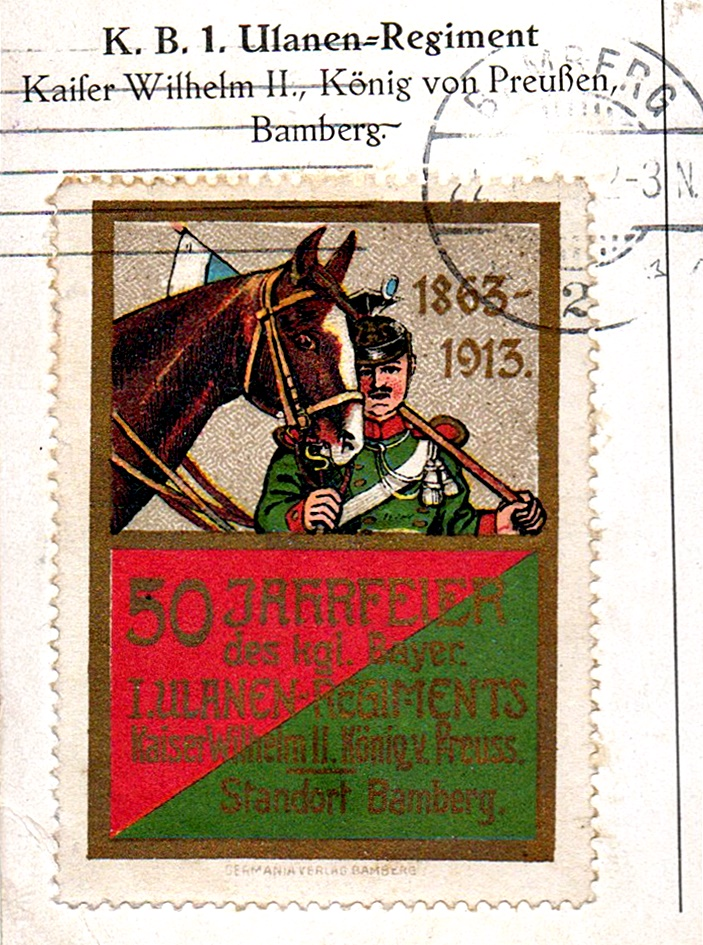
Timbre-poste pour le du 1er régiment d'uhlans bavarois, Bamberg, 1913.

- 1re brigade de cavalerie
  - 1er régiment de cavaliers lourds royal bavarois (de)
  - 2e régiment de cavaliers lourds royal bavarois (de)
- 4e brigade de cavalerie
  - 1er régiment d'uhlans royal bavarois (de)
  - 2e régiment d'uhlans royal bavarois (de)
- 5e brigade de cavalerie
  - 1er régiment de chevau-légers royal bavarois (de)
  - 6e régiment de chevau-légers royal bavarois (de)
- Troupes divisionnaires
  - Détachement à cheval du 5e régiment d'artillerie de campagne royal bavarois (de)
  - Détachement de mitrailleuses
  - Détachement de pionniers

### Historique

#### 1914

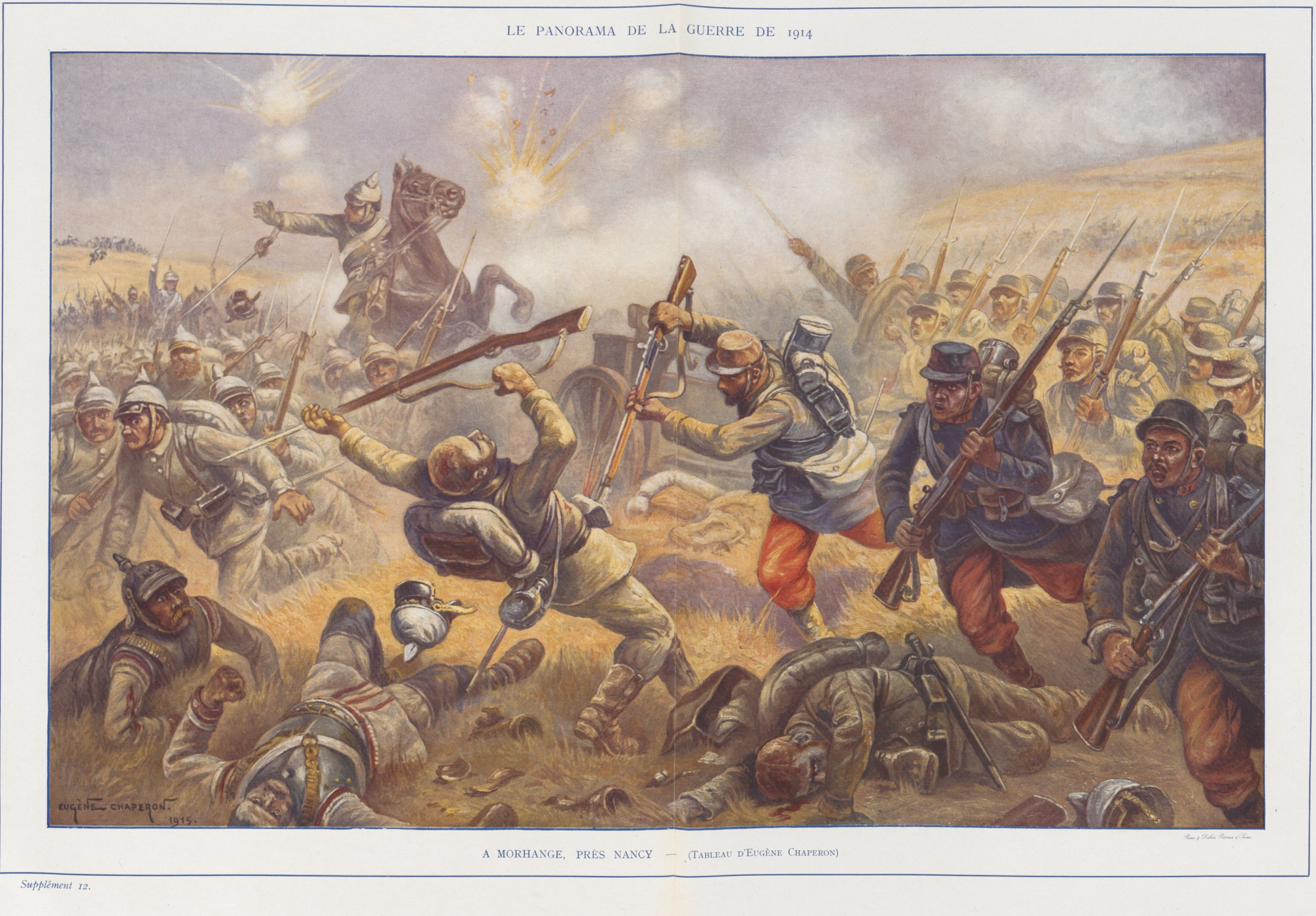
Charge de la cavalerie allemande à la bataille de Morhange, 20 août 1914. Gravure d'Eugène Chaperon, 1915.

La division de cavalerie bavaroise est créée le 4 août 1914. Elle comprend 3 brigades de cavalerie, plus des détachements de chasseurs à pied, infanterie cycliste, artillerie à cheval, mitrailleuses et pionniers. Elle est commandée par Otto von Stetten (en) jusqu'au 5 novembre 1914, puis Karl von Wenninger. Avec la 7e division de cavalerie (prussienne) et la 8e (saxonne), elle forme le haut commandement de cavalerie (Höheren Kavallerie-Kommandeur) intercalé entre les XXIe et Ier corps d'armée au sud-ouest de Metz. 
- 11 août : combat de Lagarde (de), un des derniers combats de cavalerie en Europe de l'Ouest près du village de Lagarde (Moselle), victoire des Allemands qui capturent 1 500 hommes, 8 canons et 6 mitrailleuses.
- 20 - 22 août : bataille de Morhange.
- Septembre - octobre : en réserve en Lorraine.
- Octobre : rattachement au corps de cavalerie Hollen, engagé dans le nord de la France et en Belgique.
- 30 octobre - 24 novembre : bataille d'Ypres.
- À partir du 25 novembre : envoi pour reconstitution en Belgique puis dans la région de Metz.

#### 1915

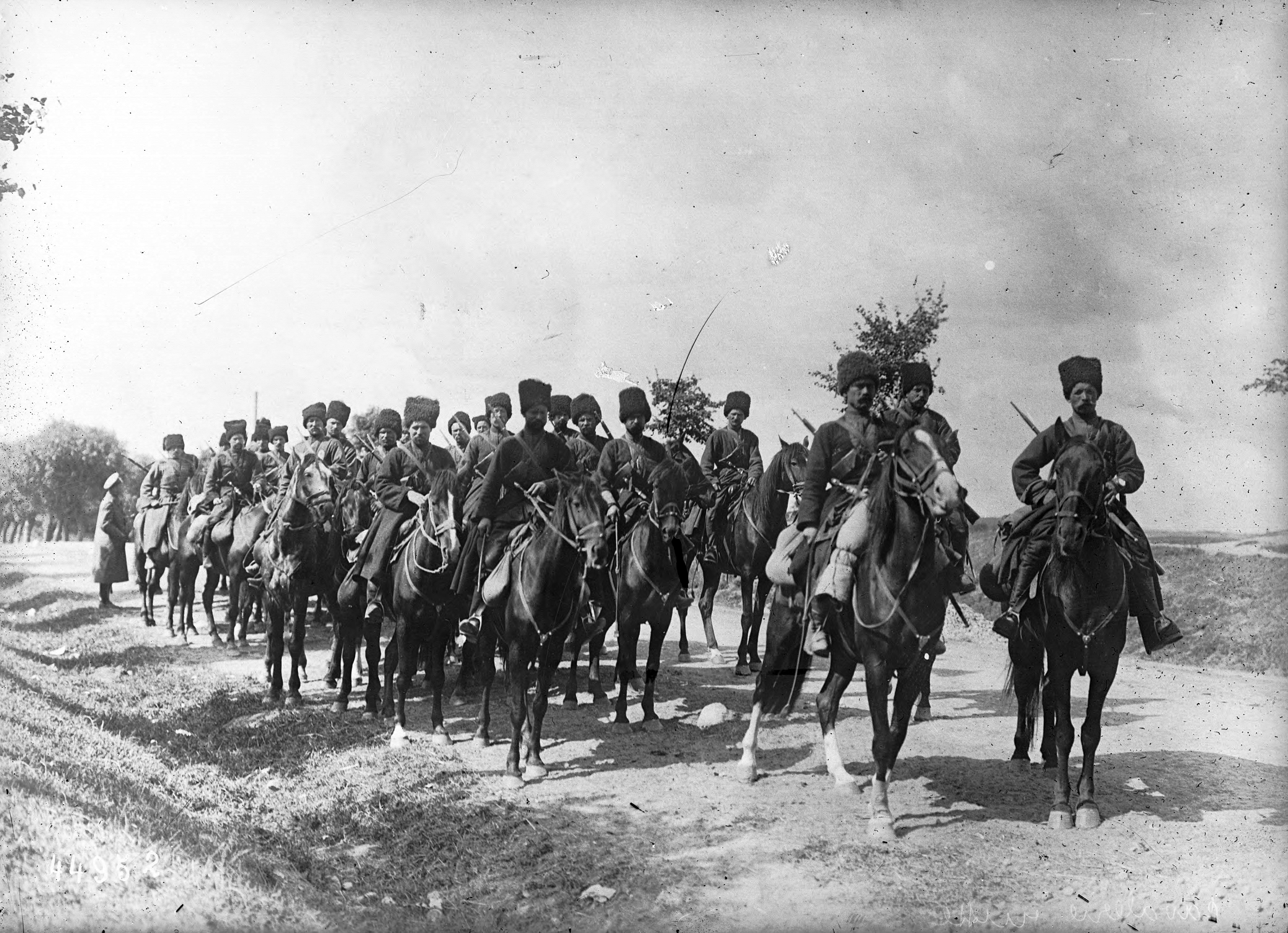
Cosaques de l'armée russe, 1915.

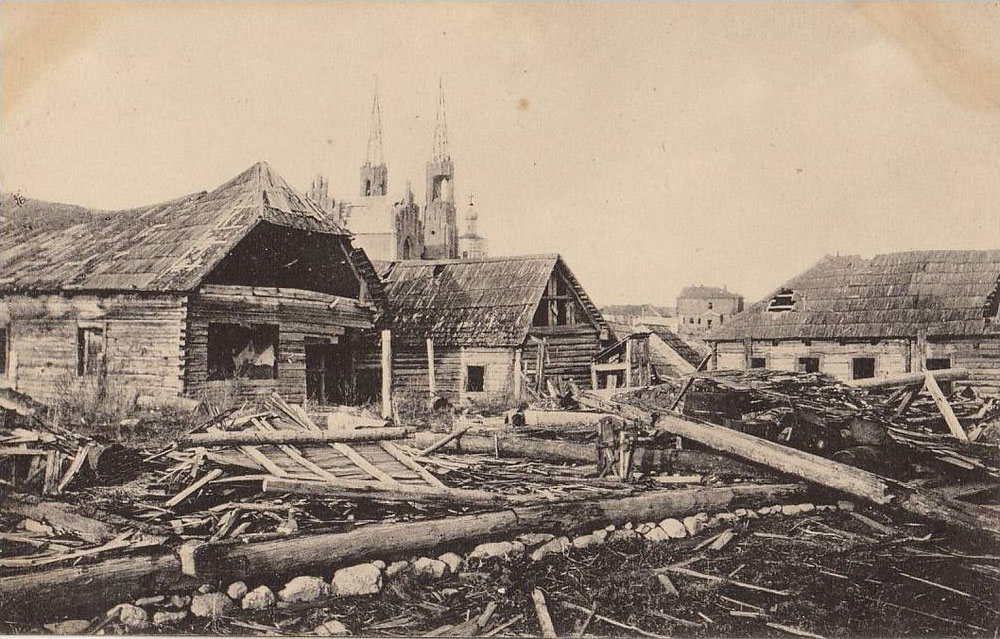
Le bourg de Vidzy endommagé par les combats, février 1918.

Le 6 mars, le général Karl von Wenninger est remplacé par Philipp von Hellingrath (en). La division est transférée sur le front de l'Est, en province de Prusse-Orientale.
- 24 avril : départ de Tilsit.
- 26 avril : flanc-garde d'une offensive en direction de Šiauliai (Lituanie) et Liepāja (Courlande).
- 27 avril - 10 mai : marche le long de la voie ferrée de Šiauliai à Vilnius.
- 11 mai : repli vers la Dubysa dans le secteur de Kelmė.
- 12 mai - 21 juillet : combats défensifs et préparatifs de la grande offensive préparée par Hindenburg en direction de Kaunas et Vilnius.
- 22 - 27 juillet : offensive en flanc-garde de l'armée du Niémen, avance de 100 km jusqu'à Subačius mais doit battre en retraite devant l'attaque de deux divisions de cavalerie russes.
- Août : offensive vers Ukmergė puis en direction de Vilnius et au nord de la route d'Ukmergė à Daugavpils.
- Septembre : mouvement tournant inabouti vers le sud-est, la division se heurte à de fortes défenses russes sur la Néris et doit se replier sur le flanc droit de l'armée du Niémen.
- 25 septembre : jonction avec la 4e division de cavalerie prussienne à Daŭhinava.
- À partir du 26 septembre : combats de position dans les tranchées autour de Vidzy  (Biélorussie).

#### 1916

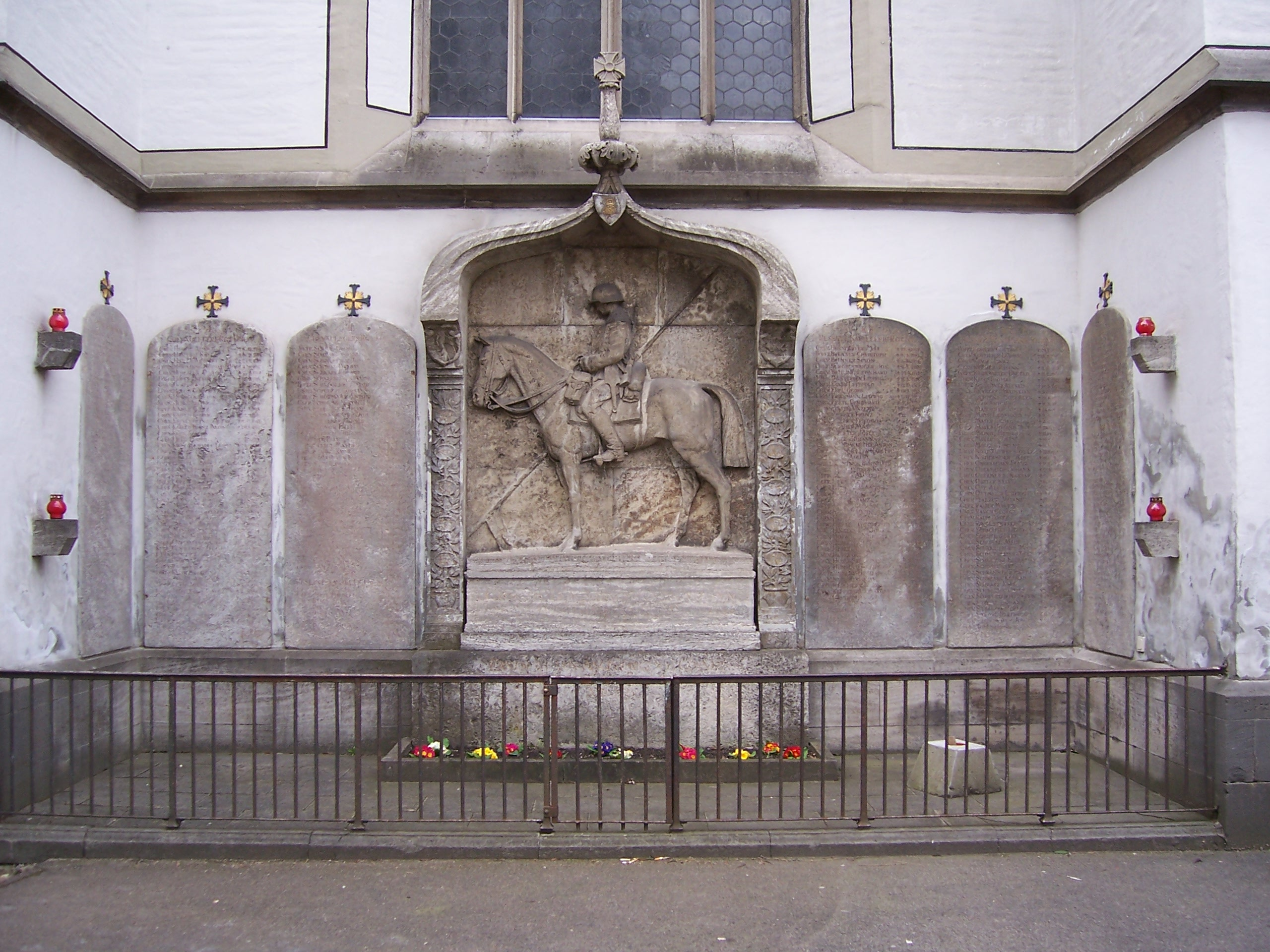
Mémorial des chevau-légers à la basilique Saint-Ulrich-et-Sainte-Afre à Augsbourg.

- Jusqu'en juillet : combats de position autour de Vidzy.
- Août - septembre : en renfort en Galicie, dans le secteur de Toboly (de) sur le Stokhid, où la division subit de lourdes pertes face à l'offensive Broussilov.

Le 14 décembre 1916, Moritz von und zu Egloffstein (de) reçoit le commandement de la division qu'il conserve jusqu'à la fin de la guerre. 

#### 1917 - 1919
- 19 juillet - 5 août 1917 : offensive vers Ternopil et bataille de rupture à Stanislav.
- Du 15 décembre 1917 au 17 février 1918 : armistice avec le régime bolchevik.
- À partir du 18 février : rupture de l'armistice et invasion de l'Ukraine russe. Occupation de Mykolaïv et de la Crimée.
- Juin : l'état-major et la 5e brigade de cavalerie s'établissent en Volhynie comme troupe d'occupation et y restent jusqu'à la fin de la guerre. Le reste de la division est rapatrié et démobilisé au début de 1919.

## Chefs de corps
| Grade           | Nom                                | Date                                        |
| --------------- | ---------------------------------- | ------------------------------------------- |
| Generalleutnant | Otto von Stetten (de)              | 4 août - 5 novembre 1914                    |
| Generalleutnant | Karl von Wenninger                 | 5 novembre 1914 - 6 mars 1915 (par intérim) |
| Generalleutnant | Philipp von Hellingrath (de)       | 6 mars 1915 - 14 décembre 1916              |
| Generalleutnant | Moritz von und zu Egloffstein (de) | 14 décembre 1916 - 1919                     |